# ピコーンの等式
数学の常微分方程式の分野におけるピコーンの等式（ピコーンのとうしき、英: Picone identity）は、二階同次線型微分方程式に関する古典的な結果の一つである。マウロ・ピコーンの名にちなむ。1910年にこの等式が発見されると、スツルムの1836年の元々の証明では多くのページを必要としていたスツルムの比較定理に対し、ほとんど直ちに示される証明が与えられるなど、研究の発展に大いに寄与した。また、上記のような微分方程式の振動を研究する上でもピコーンの等式は役に立ち、他のタイプの微分方程式や差分方程式に対しても一般化がなされている。

## ピコーンの等式
u と v を、二つの自己随伴形式の二階同次線型微分方程式
{\displaystyle (p_{1}(x)u')'+q_{1}(x)u=0\,}
および
{\displaystyle (p_{2}(x)v')'+q_{2}(x)v=0\,}
の解とする。このとき、v(x) ≠ 0 であるような全ての x に対して、次の等式が成立する。
{\displaystyle \left({\frac {u}{v}}(p_{1}u'v-p_{2}uv')\right)'=\left(q_{2}-q_{1}\right)u^{2}+\left(p_{1}-p_{2}\right)u'^{2}+p_{2}\left(u'-v'{\frac {u}{v}}\right)^{2}.}
この等式のことを、ピコーンの等式と呼ぶ。

### 証明
{\displaystyle {\begin{aligned}&\left({\frac {u}{v}}(p_{1}u'v-p_{2}uv')\right)'\\&\quad =\left(up_{1}u'-p_{2}v'u^{2}{\frac {1}{v}}\right)'\\&\quad =u'p_{1}u'+u(p_{1}u')'-(p_{2}v')'u^{2}{\frac {1}{v}}-p_{2}v'2uu'{\frac {1}{v}}+p_{2}v'u^{2}{\frac {v'}{v^{2}}}\\&\quad =p_{1}u'^{2}-2p_{2}{\frac {uu'v'}{v}}+p_{2}{\frac {u^{2}v'^{2}}{v^{2}}}+u(p_{1}u')'-(p_{2}v')'{\frac {u^{2}}{v}}\\&\quad =p_{1}u'^{2}-p_{2}u'^{2}+p_{2}u'^{2}-2p_{2}u'{\frac {uv'}{v}}+p_{2}\left({\frac {uv'}{v}}\right)^{2}-u(q_{1}u)+(q_{2}v){\frac {u^{2}}{v}}\\&\quad =\left(p_{1}-p_{2}\right)u'^{2}+p_{2}\left(u'-v'{\frac {u}{v}}\right)^{2}+\left(q_{2}-q_{1}\right)u^{2}.\end{aligned}}}